# Битка при Лилибеум
Битката при Лилибеум е първото морско сражение между римляни и картагенци, състояло се в хода на Втората пуническа война в близост до западното крайбрежие на остров Сицилия.

## Предистория
През 219 г. пр.н.е. Ханибал Барка, който командва картагенските войски и владения в Иберия, подлага независимият град Сагунт на обсада и след осем месеца успява да го превземе. Жителите на селището очакват помощ от Римската република, но не я получават навреме, вероятно защото голяма част от силите на римляните са концентрирани по това време за кампания в Адриатическо море и Илирия. Въпреки това впоследствие Рим изпраща сенаторска комисия, която посещава Картаген и поставя ултиматум за предаването на Ханибал, но той е отхвърлен от картагенските управници, което води до обявяването на война.

## Приготовления

### Римляни
След края на Първата пуническа война, добитото по време на конфликта римско военноморско превъзходство в централната и западната част на Средиземно море се запазва без особени предизвикателства от страна на останалите местни политически сили. Това сериозно римско превъзходство има почти незабавен ефект върху хода на Втората пуническа война, тъй като лишава Ханибал от възможността да нанесе бърз удар по море, а вместо това му оставя като единствена възможност удар по суша, който изисква дълъг и изпълнен с опасности поход от Иберия до Италия.
В началото на войната римляните разполагат с не по-малко от 220 квинквиреми, които формират основната част от техния флот, и военноморски персонал от 50 – 60 000 души. Един от консулите през 218 пр.н.е., Тиберий Семпроний Лонг, е изпратен в Сицилия с два легиона, 160 квинквиреми и 20 по-малки кораби, за да подготви нападение над Картаген. Останалите 60 квинквиреми са дадени на другия консул Публий Корнелий Сципион и по-голямата част от тях е заделена за действия срещу картагенските сили в Иберия.

### Картагенци
Към началото на войната морската мощ на Картаген от своя страна е приминала апогея си, но картагенския флот все още представлява сериозна сила като броят на квинквиремите, които тук също формират основната част от флота, възлиза на над 100, а служещите на корабите хора достигат 25 000. Частта на флота базирана в Иберия достига 50 квинквиреми (18 без екипаж), 2 квадриреми и 5 триреми, а останалите сили са свободни за набези срещу Италия.

## Първи военни действия
Картагенците действат първи като изпращат две мощни ескадри да извършат набези, за да заплашат снабдителните линии на римляните и така да осуетят възможно нахлуване в Африка. Първата от тях брояща 35 квинквиреми има за цел остров Сицилия, а втората с 20 квинквиреми е изпратена срещу Италия. На север от острова втората ескадра попада на лошо време като три от корабите са отнесени към Месина, което позволява те да бъдат пленени от тирана на Сиракуза Хиерон II, който разбира от екипажите им за плановете на картагенците и побързва да предупреди претора Марк Емилий Лепид за предстоящата атака над Лилибеум.

## Битката
По-голямата картагенска ескадра също е възпрепятствана от времето и трябва да изчака известно време преди да атакува Лилибеум. Предупреден предварително, Лепид успява да подготви по-малката си като численост ескадра от 20 квинквитреми за дълго плаване и да разположи наблюдатели по крайбрежието, които да го предупредят навреме при появата на картагенски кораби.
Картагенците се опитват атаката им да съвпадне със зората и отплават за целта си през нощта и осветявани от лунната светлина, но римските съгледвачи ги забелязват много преди те да се доближат до Лилибеум. Докато римската ескадра напуска пристанището картагенците се отдръпват в открито море, където разчитат на по-големия брой свои кораби. Римските кораби обаче се оказват с пълен като численост екипажи включително и по-голям брой войници за разлика от тези на борда на картагенските кораби. Така двете страни опитват да вкарат в действие своите индивидуални предимства – римляните правят опити да вземат на абордаж картагенските кораби, а картагенците се опитват да ударят римските кораби със своите тарани. В хаоса на битката римляните успяват да пленят 7 кораби с 1700 души, включително трима с благороден произход, а останалата част от картагенската ескадра се оттегля. Римските загуби се състоят в един повреден от удар с таран кораб.

## Последствия
Римляните успяват да отблъснат картагенските сили от Сицилия. Междувременно останалите части от двете картагенски ескадри успешно се обединяват при Липарските острови и извършват набези по крайбрежието на Италия, след което да се отправят към дома. Въпреки това плановете на картагенците се оказват неуспешни, а загубата на поне десет кораби не е компенсирана с почти никакви придобивки от тази военна експедиция.
Неуспехът и оттеглянето на картагенския флот прави окупирания от картагенците, начело с пълководеца Хамилкар Гискон, остров Малта неудържим. Поради това при появата на консула Семпроний с многобройните му бойни кораби и голямата му войска картагенският гарнизон се предава като римляните пленяват целия му състав от по-малко от 2000 души, включително командира.